# Rimae Aristarchus

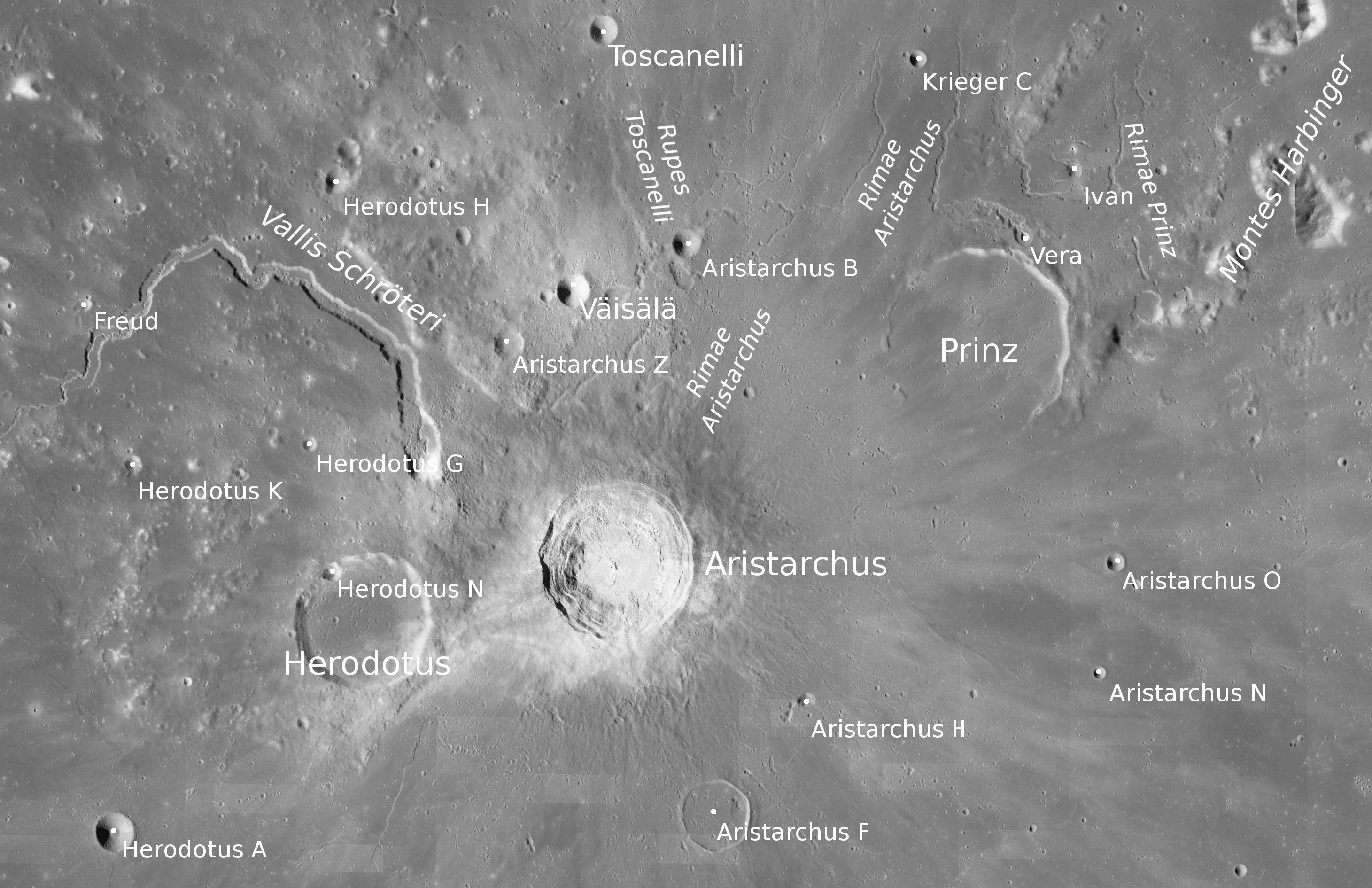
Kratery i rowy na powierzchni Księżyca. Rimae Aristarchus znajduje się w górnej części obrazu, powyżej krateru Prinz.

Rimae Aristarchus – grupa rowów  na powierzchni Księżyca o średnicy około 121 km. Znajduje się na obszarze Oceanus Procellarum na współrzędnych selenograficznych ☾ 26,9°N 47,5°W/26,900000 -47,500000. Nazwa tego systemu kanałów została nadana w 1964 roku przez Międzynarodową Unię Astronomiczną i pochodzi od pobliskiego krateru Aristarchus.